# ヴィシュヌ・ポウデル
ヴィシュヌ・プラサッド・パウデル（Bishnu Prasad Paudel）は、ネパールの政治家。ネパール共産党統一マルクス・レーニン主義派（統一共産党）の准常任委員。現在、同国副首相（３期目）、財務大臣。

## 経歴
2008年4月10日の制憲議会選挙においてルパンデヒ郡第4選挙区で当選。2008年8月31日、統一共産党からプラチャンダ内閣の水資源大臣に入閣。水資源大臣、財務大臣などを歴任。